# Elisabetta Cocciaretto
Elisabetta Cocciaretto, née le 25 janvier 2001 à Ancône en Italie, est une joueuse de tennis italienne, professionnelle depuis 2018.

## Carrière
Sur le circuit ITF Junior, Cocciaretto atteint son meilleur rang (no 17) le 5 février 2018 après avoir atteint les demi-finales du tournoi de simple féminin de l'Open d'Australie, s'inclinant face Liang En-shuo.
Cocciaretto fait ses débuts en Fed Cup pour l'Italie en 2018.
Elle s'est qualifiée pour le premier tableau principal du tournoi du Grand Chelem de sa carrière à l'Open d'Australie 2020.
Elle remporte son 1er titre en simple en WTA 125 en octobre 2022 au tournoi de Tampico.
Mi-janvier 2023, elle parvient en finale du tournoi d'Hobart en éliminant le Française Alizé Cornet, sa compatriote Jasmine Paolini, Bernarda Pera et l'ancienne Top 10 Sofia Kenin en demi-finale. Elle s'incline néanmoins contre une troisième Américaine, Lauren Davis, en deux sets.
Début avril, elle remporte son deuxième titre sur le circuit secondaire de la WTA à San Luis Potosi, dominant sur son passage Marcela Zacarias (6-3, 6-0), les anciennes demi-finaliste de Roland Garros Nadia Podoroska (7-6, 6-1) et Tamara Zidanšek (6-2, 6-4), la Russe Elina Avanesyan (6-7, 6-1, 6-2) et sa compatriote, ancienne numéro cinq mondiale Sara Errani (5-7, 6-4, 7-5) en finale.
Le 30 juillet 2023, Elisabetta Cocciaretto remporte son premier titre sur le circuit principal en battant en finale la Française Clara Burel en trois sets (7-5, 4-6, 6-4). Elle avait éliminé avant ce match la locale Céline Naef (3-6, 7-6, 6-2), invitée ainsi que l'Argentine Julia Riera (6-1, 3-6, 6-3), la Russe Elina Avanesyan (7-5, 6-3) et la Hongroise Anna Bondár (6-7, 7-6, 7-5).
En juin 2024, elle participe à son premier huitième de finale en Grand Chelem à Roland Garros après avoir renversé la Brésilienne Beatriz Haddad Maia, demi-finaliste l'année passée (3-6, 6-4, 6-1) et écarté l'Espagnole Cristina Bucșa (6-1, 6-4) et la Russe Liudmila Samsonova (7-6, 6-2). Elle s'incline sèchement contre la jeune Américaine Coco Gauff, ancienne finaliste et numéro trois mondiale (1-6, 2-6).

## Palmarès

### Titre en simple dames
| No | Date       | Nom et lieu du tournoi         | Catégorie | Dotation  | Surface      | Finaliste   | Score         |          |
| -- | ---------- | ------------------------------ | --------- | --------- | ------------ | ----------- | ------------- | -------- |
| 1  | 24-07-2023 | Ladies Open Lausanne, Lausanne | WTA 250   | 259 303 $ | Terre (ext.) | Clara Burel | 7-5, 4-6, 6-4 | Parcours |

### Finale en simple dames
| No | Date       | Nom et lieu du tournoi              | Catégorie | Dotation  | Surface    | Vainqueure   | Score     |          |
| -- | ---------- | ----------------------------------- | --------- | --------- | ---------- | ------------ | --------- | -------- |
| 1  | 09-01-2023 | Tournoi de tennis de Hobart, Hobart | WTA 250   | 259 303 $ | Dur (ext.) | Lauren Davis | 7-60, 6-2 | Parcours |

### Titre en double dames
Aucun

### Finale en double dames
| No | Date       | Nom et lieu du tournoi          | Catégorie | Dotation    | Surface      | Vainqueures                 | Partenaire       | Score    |         |
| -- | ---------- | ------------------------------- | --------- | ----------- | ------------ | --------------------------- | ---------------- | -------- | ------- |
| 1  | 03-08-2020 | 31° Palermo Ladies Open Palerme | Intern'l  | 163 103 € $ | Terre (ext.) | Arantxa Rus Tamara Zidanšek | Martina Trevisan | 7-5, 7-5 | Tableau |

### Titres en simple en WTA 125
| No | Date       | Nom et lieu du tournoi                 | Catégorie | Dotation  | Surface      | Finaliste      | Score          |          |
| -- | ---------- | -------------------------------------- | --------- | --------- | ------------ | -------------- | -------------- | -------- |
| 1  | 24-10-2022 | Abierto Tampico, Tampico               | WTA 125   | 115 000 $ | Dur (ext.)   | Magda Linette  | 7-65, 4-6, 6-1 | Parcours |
| 2  | 27-03-2023 | San Luis Potosí 125, San Luis Potosí   | WTA 125   | 115 000 $ | Terre (ext.) | Sara Errani    | 5-7, 6-4, 7-5  | Parcours |
| 3  | 11-03-2024 | Fifth Third Charleston 125, Charleston | WTA 125   | 115 000 $ | Dur (ext.)   | Diana Shnaider | 6-3, 6-2       | Parcours |
| 4  | 07-07-2025 | Nordea Open, Båstad                    | WTA 125   | 115 000 $ | Terre (ext.) | Katarzyna Kawa | 6-3, 6-4       | Parcours |

### Finales en simple en WTA 125
| No | Date       | Nom et lieu du tournoi                         | Catégorie | Dotation    | Surface      | Vainqueure      | Score    |          |
| -- | ---------- | ---------------------------------------------- | --------- | ----------- | ------------ | --------------- | -------- | -------- |
| 1  | 29-08-2020 | Prague Open, Prague                            | WTA 125   | 3 125 000 $ | Terre (ext.) | Kristína Kučová | 6-4, 6-3 | Tableau  |
| 2  | 31-05-2022 | Makarska International Championships, Makarska | WTA 125   | 115 000 $   | Terre (ext.) | Jule Niemeier   | 7-5, 6-1 | Parcours |

### Titre en double en WTA 125
| No | Date       | Nom et lieu du tournoi | Catégorie | Dotation  | Surface      | Partenaire     | Finalistes              | Score    |          |
| -- | ---------- | ---------------------- | --------- | --------- | ------------ | -------------- | ----------------------- | -------- | -------- |
| 1  | 05-09-2022 | Open delle Puglie Bari | WTA 125   | 115 000 $ | Terre (ext.) | Olga Danilović | Andrea Gámiz Eva Vedder | 6-2, 6-3 | Parcours |

## Parcours en Grand Chelem

### En simple dames
| Année | Open d'Australie | Open d'Australie | Internationaux de France | Internationaux de France | Wimbledon      | Wimbledon          | US Open         | US Open                  |
| ----- | ---------------- | ---------------- | ------------------------ | ------------------------ | -------------- | ------------------ | --------------- | ------------------------ |
| 2020  | 1er tour (1/64)  | Angelique Kerber | Q2                       | Clara Tauson             | Annulé         | Annulé             | —               | —                        |
| 2021  | 1er tour (1/64)  | Mona Barthel     | 1er tour (1/64)          | Ana Bogdan               | —              | —                  | —               | —                        |
| 2022  | Q2               | Nao Hibino       | Q2                       | Oksana Selekhmeteva      | 2e tour (1/32) | Irina-Camelia Begu | 1er tour (1/64) | Aliaksandra Sasnovich    |
| 2023  | 1er tour (1/64)  | Elena Rybakina   | 3e tour (1/16)           | Bernarda Pera            | 3e tour (1/16) | Jessica Pegula     | 1er tour (1/64) | Kaja Juvan               |
| 2024  | 2e tour (1/32)   | Emma Navarro     | 1/8 de finale            | Coco Gauff               | —              | —                  | 2e tour (1/32)  | Anastasia Pavlyuchenkova |
| 2025  | 1er tour (1/64)  | Diana Shnaider   | 2e tour (1/32)           | Ekaterina Alexandrova    | 3e tour (1/16) | Belinda Bencic     |                 |                          |

N.B. : à droite du résultat se trouve le nom de l'ultime adversaire.

### En double dames
| Année | Open d'Australie                                                                  | Open d'Australie                                                                  | Internationaux de France | Internationaux de France | Wimbledon                                                                       | Wimbledon                                                                            | US Open | US Open |
| ----- | --------------------------------------------------------------------------------- | --------------------------------------------------------------------------------- | ------------------------ | ------------------------ | ------------------------------------------------------------------------------- | ------------------------------------------------------------------------------------ | ------- | ------- |
| 2022  | —                                                                                 | —                                                                                 | —                        | —                        | 2e tour (1/16) V. Tomova \|\| style="text-align:left;" \| N. Melichar E. Perez  | —                                                                                    | —       |         |
| 2023  | 1er tour (1/32) L. Bronzetti \|\| style="text-align:left;" \| L. Chan A. Guarachi | 1er tour (1/32) T. Maria \|\| style="text-align:left;" \| G. Dabrowski L. Stefani | —                        | —                        | 1er tour (1/32) M. Trevisan \|\| style="text-align:left;" \| M. Linette B. Pera |                                                                                      |         |         |
| 2024  | 1er tour (1/32) M. Trevisan \|\| style="text-align:left;" \| D. Aiava M. Inglis   | —                                                                                 | —                        | —                        | —                                                                               | 1er tour (1/32) C. Tauson \|\| style="text-align:left;" \| Chan H.-c. V. Kudermetova |         |         |
| 2025  | 2e tour (1/16) L. Samsonova \|\| style="text-align:left;" \| M. Kato R. Zarazúa   | —                                                                                 | —                        | —                        | —                                                                               |                                                                                      |         |         |

N.B. : le nom de la partenaire se trouve sous le résultat ; les noms des ultimes adversaires se trouvent à droite.

## Parcours en «Premier» et WTA 1000
Les tournois WTA « Premier Mandatory » et « Premier 5 » (entre 2009 et 2020) et WTA 1000 (à partir de 2021) constituent les catégories d'épreuves les plus prestigieuses, après les quatre levées du Grand Chelem. 

De 2009 à 2023, les tournois Premier Mandatory (dits tournois WTA 1000 obligatoires entre 2021 et 2023) regroupent Indian Wells, Miami, Madrid et Pékin, les autres constituant les tournois Premier 5 (tournois WTA 1000 non-obligatoires). À partir de 2024, le nombre de tournois WTA 1000 passe à 10 par saison (fin de l’alternance Doha / Dubaï), ces derniers devenant tous obligatoires et offrant tous 1000 points à la vainqueure (contre 900 points précédemment pour les tournois Premier 5).

### En simple dames
| Année |       |                |                         |                                  |                            |                                 |                              |                            |                             |                            |  |                         |
| Doha  | Dubaï | Indian Wells   | Miami                   | Madrid                           | Rome                       | Canada                          | Cincinnati                   | Pékin                      |                             | Wuhan                      |  |                         |
| Doha  | Dubaï | Indian Wells   | Miami                   | Madrid                           | Rome                       | Canada                          | Cincinnati                   | Pékin                      | Guadalajara                 |                            |  |                         |
| Doha  | Dubaï | Indian Wells   | Miami                   | Madrid                           | Rome                       | Canada                          | Cincinnati                   | Pékin                      |                             |                            |  |                         |
| 2019  |       | Hors catégorie |                         |                                  |                            |                                 | 1er tour (1/32) A. Anisimova |                            |                             |                            |  |                         |
| 2020  |       |                | Hors catégorie          | Annulé                           | Annulé                     | Annulé                          | 1er tour (1/32) I. C. Begu   | Annulé                     |                             | Annulé                     |  | Annulé                  |
| 2021  |       | Hors catégorie |                         |                                  | 1er tour (1/64) S. Hunter  |                                 | 1er tour (1/32) C. Garcia    |                            |                             | Annulé                     |  | Annulé                  |
| 2022  |       |                | Hors catégorie          |                                  |                            |                                 | 1er tour (1/32) B. Bencic    |                            |                             | Hors calendrier            |  | 2e tour (1/16) C. Gauff |
| 2023  |       | Hors catégorie |                         | 1er tour (1/64) N. Párrizas Díaz | 1er tour (1/64) M. Kostyuk | 2e tour (1/32) P. Badosa        | 2e tour (1/32) A. Potapova   |                            | 1er tour (1/32) S. Stephens | 1er tour (1/32) M. Kostyuk |  |                         |
| 2024  |       |                | 2e tour (1/16) C. Gauff | 1er tour (1/64) P. Stearns       | 1er tour (1/64) N. Osaka   | 1er tour (1/64) M. Linette      | 2e tour (1/32) C. Garcia     | 1er tour (1/32) A. Krueger | 2e tour (1/16) A. Sabalenka | 2e tour (1/32) E. Mertens  |  |                         |
| 2025  |       |                |                         | 2e tour (1/32) K. Muchová        | 1er tour (1/64) S. Cîrstea | 2e tour (1/32) Y. Starodubtseva | 2e tour (1/32) I. Świątek    |                            |                             |                            |  |                         |

Sous le résultat, l’ultime adversaire.
1. 1 2   Les tournois de Doha et Dubaï alternent le statut de tournoi WTA 1000 (ex Premier 5) entre 2009 et 2023 : les trois premières éditions ont lieu à Dubaï, les trois suivantes à Doha, puis Dubaï accueille le tournoi de cette catégorie les années impaires et Dubaï les années paires. De 2011 à 2023, la ville qui n’accueille pas de WTA 1000 organise à la place un tournoi WTA 500 (ex Premier).
2. 1 2 3 4 5 6 7   L’ordre de déroulement des tournois a évolué depuis 2009 : Rome se dispute avant Madrid et Cincinnati avant Montréal/Toronto jusqu’en 2010, tandis que Tokyo/Wuhan/Guadalajara ont lieu avant Pékin jusqu’en 2023.
3. 1 2 3 4 5 6 7 8  Du fait de la pandémie de Covid-19, les tournois d’Indian Wells, de Miami, de Madrid, du Canada, de Wuhan et de Pékin sont annulés en 2020. Ces deux derniers le sont également en 2021. Pour des raisons d’organisation, le tournoi de Cincinnati 2020 a exceptionnellement lieu à Flushing Meadows à New York.
4. ↑  Le 1er décembre 2021, le président de la WTA, Steve Simon, annonce que tous les tournois prévus en Chine et à Hong Kong sont suspendus à partir de 2022, en raison de préoccupations concernant la sécurité et le bien-être de la joueuse de tennis chinoise Peng Shuai après ses allégations de relations sexuelles non-consenties avec Zhang Gaoli, membre de haut rang du Parti communiste chinois. Le tournoi de Pékin revient en 2023. Le tournoi de Guadalajara remplace celui de Wuhan pendant deux ans, ce dernier réapparaissant en 2024.

## Parcours aux Jeux olympiques

### En simple dames
| # | Date       | Nom de l'olympiade         | Surface             | Résultat        | Ultime adversaire | Score    |          |
| - | ---------- | -------------------------- | ------------------- | --------------- | ----------------- | -------- | -------- |
| 1 | 27/07/2024 | Olympic Tennis Event Paris | Terre battue (ext.) | 1er tour (1/32) | Diana Shnaider    | 6-2, 7-5 | Parcours |

### En double dames
| # | Date       | Nom de l'olympiade         | Surface             | Résultat        | Partenaire      | Ultimes adversaires                | Score    |          |
| - | ---------- | -------------------------- | ------------------- | --------------- | --------------- | ---------------------------------- | -------- | -------- |
| 1 | 27/07/2024 | Olympic Tennis Event Paris | Terre battue (ext.) | 1er tour (1/16) | Lucia Bronzetti | Cristina Bucșa Sara Sorribes Tormo | 6-1, 6-2 | Parcours |

## Victoires sur le top 10
Toutes ses victoires sur des joueuses classées dans le top 10 de la WTA lors de la rencontre.
| Légende      |
| Grand Chelem |
| WTA 1000     |
| WTA 500      |
| WTA 250      |
| Fed Cup      |

| # | Rang   |  | Tournoi       | Année | Surface      |  | Adversaire     | Rang  | Tour | Score    | Tableau |
| - | ------ |  | ------------- | ----- | ------------ |  | -------------- | ----- | ---- | -------- | ------- |
| 1 | no 44  |  | Roland Garros | 2023  | Terre battue |  | Petra Kvitová  | no 10 | 1/64 | 6-3, 6-4 | Tableau |
| 2 | no 116 |  | Wimbledon     | 2025  | Gazon        |  | Jessica Pegula | no 3  | 1/64 | 6-2, 6-3 | Tableau |

## Classements en fin de saison
| Année          | 2017 | 2018 | 2019 | 2020 | 2021 | 2022 | 2023 | 2024 |
| Rang en simple | 972  | 750  | 168  | 134  | 156  | 65   | 52   | 54   |
| Rang en double | –    | 821  | 434  | 257  | 660  | 397  | 508  | 132  |

Source : (en) Classements de Elisabetta Cocciaretto sur le site officiel de la Fédération internationale de tennis